# 漢普頓鎮區 (北卡羅萊納州戴維森縣)
漢普頓鎮區（英語：Hampton Township）是位於美國北卡羅萊納州戴維森縣的一個鎮區。

## 地方資料
漢普頓鎮區的面積為17.35平方千米，皆為陸地。根據2020年美國人口普查的數據，當地共有人口1745人，而人口密度為每平方千米100.58人。